# Корбу (Харгіта)
Корбу (рум. Corbu) — село у повіті Харгіта в Румунії. Адміністративний центр комуни Корбу.
Село розташоване на відстані 285 км на північ від Бухареста, 70 км на північ від М'єркуря-Чука, 145 км на захід від Ясс, 148 км на північ від Брашова.

## Населення
За даними перепису населення 2002 року у селі проживали 1044 особи.
Національний склад населення села:
| Національність | Кількість осіб | Відсоток |
| -------------- | -------------- | -------- |
| румуни         | 917            | 87,8%    |
| угорці         | 116            | 11,1%    |
| цигани         | 11             | 1,1%     |

Рідною мовою назвали:
| Мова      | Кількість осіб | Відсоток |
| --------- | -------------- | -------- |
| румунська | 917            | 87,8%    |
| угорська  | 116            | 11,1%    |
| циганська | 11             | 1,1%     |